# Lathom
Lathom is een civil parish in het bestuurlijke gebied West Lancashire, in het Engelse graafschap Lancashire met 914 inwoners.